# 上総七里法華
上総七里法華（かずさしちりほっけ）とは、戦国時代初期の上総国土気城主酒井定隆が行ったとされる宗教政策。
京都出身の妙満寺派（現在の顕本法華宗）の僧日泰は、武蔵国品川（現在の東京都品川区）妙蓮寺と下総国浜村（現在の千葉県千葉市中央区浜野町）本行寺を建立し関東布教における本拠とした。あるとき、当時下総国中野城（現在の千葉県千葉市若葉区中野町）にいた酒井定隆が日泰の船に同船していたが、突如、海が荒れはじめた。日泰が読経により海を鎮めたことから定隆は日泰に帰依し、定隆は「もし将来自分が一国一城の主となったら領内の民をみな法華宗に帰依させよう」と日泰に約束した。その後、定隆は土気城主となるにおよび、領内に法華宗への改宗令を出したと伝えられる。
現在でも、酒井氏の領地であった千葉市緑区／山武郡市南部（旧・山辺郡）、茂原市・市原市の一部などには顕本法華宗・日蓮宗・法華系単立寺院が多く残っているが、江戸時代初期に不受不施を唱えた寺院も多く、方墳寺などのように破却された寺院もある。